# Лютау
Лютау (нем. Lütau) — община в Германии, в земле Шлезвиг-Гольштейн. 
Входит в состав района Герцогство Лауэнбург. Подчиняется управлению Лютау.  Население составляет 717 человек (на 31 декабря 2010 года). Занимает площадь 11,24 км².